# Hamm (dzielnica Luksemburga)
Hamm – dzielnica miasta Luksemburg, w Luksemburgu, w kantonie Luksemburg. Do 3 października 2015 dzielnica leżała w dystrykcie Luksemburg. Leży we wschodniej części miasta. Jest jedną z 24 dzielnic – jednostek pomocniczych miasta Luksemburg. 31 grudnia 2022 r. populacja dzielnicy wynosiła 1566 mieszkańców. Do 31 maja 1920 Hamm był samodzielną gminą.
W dzielnicy znajduje się amerykański cmentarz wojenny, na którym pochowano 5076 amerykańskich żołnierzy, w tym generała George'a Pattona.